# 569 Misa
569 Misa este un asteroid din centura principală, descoperit pe 27 iulie 1905, de Johann Palisa.